# Oberes Rurtal mit den Felsbildungen der Ehrensteinley
Das Obere Rurtal mit den Ehrensteinley genannten Felsbildungen ist ein im Gebiet der Stadt Monschau an der Rur gelegenes Naturschutzgebiet.

## Beschreibung

### Gebirgsbach Rur zwischen Reichenstein und Dreistegen
In diesem Bereich hat sich der Fluss kerbtalartig in den devonischen Schiefer eingeschnitten und bildet ein bis zu zehn Meter breites, natürliches, felsiges Bett mit Schnellen und Kolken und umfließt größere im Flussbett liegende Felsblöcke und Schotterbänke. Flussbegleitend verläuft an seinen Ufern ein schmaler Auwaldstreifen aus Ahorn, Erlen und Eschen. Auf den alten Bäumen sind viele epiphytische Flechten zu finden. Unterhalb der Ehrensteinley, einer markanten Felsklippe, wird die Talsohle kleinflächig von Grünland eingenommen, das als Zelt- und Spielplatz genutzt wird. Wo an den Hängen Felsen hervortreten, sind die schattigen Lagen meist feucht und moosreich besetzt, sonnige Lagen haben eine Heidevegetation und weisen borealen Nordischen Streifenfarn auf.

### Ruraue „Alter Weyer“ westlich von Kalterherberg
Die Rur durchfließt westlich von Kalterherberg eine etwa 150 Meter breite Talsohle. Flussufer und Sohle sind steinig. An den Ufern wachsen Weidenbüsche und im mittleren Bereich reichen die Fichtenforste bis an das linke Ufer heran, das teilweise unterspült ist. Weiter flussabwärts stehen am linken Ufer Erlen und andere Laubholzbestände. Flussbegleitend zeigen sich selbst überlassene Grünflächen sowie ein artenreiches durch kleine Birkengruppen gegliedertes Kleinseggenried (Braunseggensumpf) mit Varianten von Borstgrasrasen sowie eine Narzissenwiese.

### Oberes Rurtal bei Gut Reichenstein
Das Gebiet umfasst das Rurtal zwischen der Eisenbahnbrücke und dem heutigen Kloster Reichenstein. Die Westgrenze ist der ehemalige Bahndamm der Vennbahn, der heutige Vennbahnradweg. An der Landstraße 106 steht die Norbertuskapelle und in der Nähe befindet sich ein Parkplatz mit Schutzhütte. Der Fluss wird abschnittsweise von einem Rohrglanzgrassaum begleitet; das Erlen-Ufergehölz ist nur lokal ausgebildet. Am südlichen Ende liegt ein 130 mal 70 m großer Teich, umgeben von dichtem Gehölz. Durch den Bergsporn, auf dem das Kloster liegt, wird die Talsohle stark eingeengt. An dem Zufahrtsweg zum Kloster stehen alte Buchen und Erlen.

### Gut Reichenstein
Auf dem Gebiet befindet sich das Gut Reichenstein, heute wieder Kloster Reichenstein, sowie ein etwa einen Hektar großer Teich. Der Teich ist umgeben von bis zu 15 m hohen Eichen und Erlen. In letzter Zeit wurden dort historische Gartenterrassen freigelegt, die unter Denkmalschutz gestellt werden sollen. Das Ufer der Rur ist stellenweise mit Steinen befestigt.

### Feuchtbrache an der Rur bei der Kläranlage Kalterherberg
Das Gebiet umfasst die Ruraue zwischen dem Vennbahnradweg und der Kläranlage Kalterherberg. Die Talaue besteht meist aus brachbefallenem Grünland und Weideland.

### Rurtal im Bereich der Perlenbachmündung
Dieser Bereich des Naturschutzgebiets betrifft das Rurtal vom Hasenbach bis zum Ortsrand von Monschau, einschließlich der Talhänge. Die Rur ist unterhalb des Hasenbaches mit einer großen, naturnah gestalteten Sohlrampe versehen worden. An den Ufermauern bis hin zur Perlenbachmündung ist zu erkennen, dass hier ein Stauwehr war. Weiter flussabwärts fließt die Rur durch ein naturnahes Bett, begleitet von Erlenwald.

### Oberes Rurtal
Das obere Rurtal wird geprägt durch die Felsbildungen des Ehrensteinsley. In diesem Gebietsabschnitt befinden sich neben einer Kläranlage mit Gebäuden und sonstigen anlagentypischen Bauwerken grasreiche Wegböschungen sowie ein Teilbereich eines mittelalten Fichtenforstes nordwestlich von Kalterherberg.

### Hanggrünland an der Rosengasse westlich Kalterherberg
Der Bereich der Flur Rompahl umfasst einen kleinen, steilen und südexponierten Hang des Rurtales bei Kalterherberg, der hauptsächlich aus braches Grünland besteht. Im Gebiet östlich führen steile Wege durch lückigen Fichtenbestand mit eingestreuten Laubsträuchern. Das Gebiet diente früher dem Abbau von Dachschiefer.

## Schutzzweck

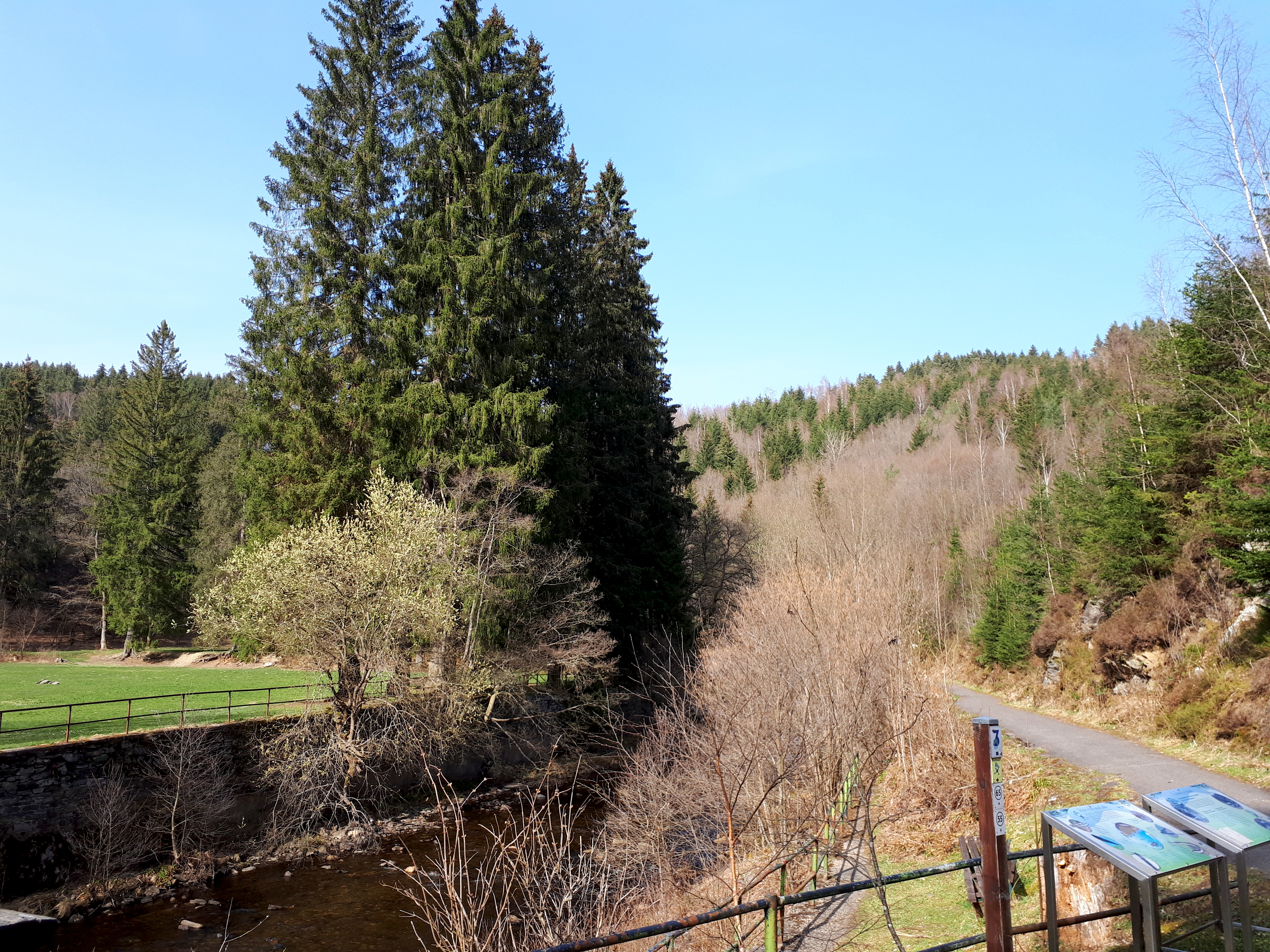
Oberes Rurtal bei Monschau

Ziel ist der Schutz und die Erhaltung dieser natürlichen Lebensräume: Fließgewässer mit Unterwasservegetation, feuchte Hochstaudenflure, Glatthafer- und Wiesenknopf-Silgenwiesen, kieselhaltige Schutthalden der Berglagen, Silikatfelsen mit Felsspaltenvegetation, Silikatfelsen mit ihrer Pioniervegetation, Hainsimsen-Buchenwald, Schlucht- und Hangmischwälder und Erlen-, Eschen- und Weichholzauenwälder.
Geschützt werden sollen die Lebensräume für viele nach der Roten Liste gefährdete Pflanzen, Pilze und Tiere. Das Gebiet dient vorrangig der Erhaltung eines naturnahen Lebensraums für bedrohte Pflanzen- und Tierarten und der Erhaltung und Entwicklung natürlicher Lebensräume gemäß Anhang Il FFH-Richtlinie. Im Naturschutzgebiet kommen u. a. Groppe, Bachneunauge, Erhaltung des Lebensraums für Eisvogel, Braunkehlchen, Grasfrosch, Ringelnatter, Schwarzspecht, Grauspecht, Wasseramsel, Beinbrech, Bärwurz, Gelbe Narzisse und Platanen-Hahnenfuß vor.
Diese zu schützenden Biotoptypen sind in diesem Gebiet anzutreffen: Quellen, Sümpfe und Riede, Nass- und Feuchtgrünland, Magerwiesen und -weiden, naturnahe, unverbaute Bachabschnitte, an der Oberfläche anstehende Felsen, Schlucht-, Block-, Hangschuttwälder sowie Auwälder.